# Морейра (Монсан)
Морейра (порт. Moreira) — район (фрегезия) в Португалии, входит в округ Виана-ду-Каштелу. Является составной частью муниципалитета Монсан. По старому административному делению входил в провинцию Минью. Сегодня входит в экономико-статистический субрегион Минью-Лима, входящий в Северный регион. Население в 2001 году - 709 человек. Занимает площадь 3,51 км².